# Saint-Étienne-en-Dévoluy
Saint-Étienne-en-Dévoluy ist eine ehemalige französische Gemeinde mit 476 Einwohnern (Stand: 1. Januar 2019) im Département Hautes-Alpes in der Region Provence-Alpes-Côte d’Azur. Sie gehörte zum Arrondissement Gap.
Der Erlass des Präfekten vom 2. Oktober 2012 legte mit Wirkung zum 1. Januar 2013 die Eingliederung von Saint-Étienne-en-Dévoluy zusammen mit den früheren Gemeinden Agnières-en-Dévoluy, Saint-Disdier und La Cluse zur Commune nouvelle Dévoluy fest. Der ursprünglich eingeräumte Status als Commune déléguée wurde vom Gemeinderat nachträglich widerrufen.

## Geografie

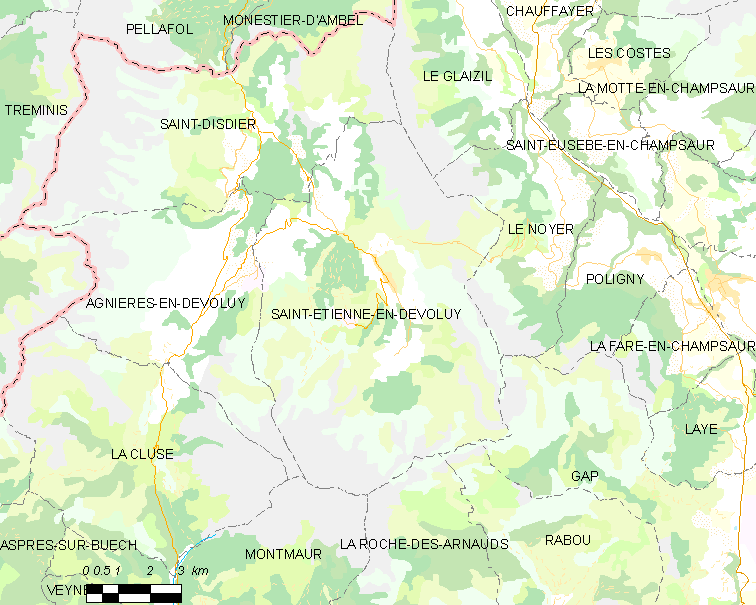
Karte von Saint-Étienne-en-Dévoluy

Saint-Étienne-en-Dévoluy liegt etwa 58 Kilometer südsüdöstlich von Grenoble und etwa 18 Kilometer nordwestlich von Gap in der Région naturelle des Dévoluy im Südosten der historischen Landschaft der Dauphiné.
Der Ort befindet sich in der Gebirgslandschaft des Dévoluy-Massivs und ist im Osten und Süden von Bergketten eingeschlossen. Die höchste Erhebung mit 2652 m liegt im Süden unterhalb des Gipfels des Pic de Bure (2758 m). Entwässert wird das Gebiet durch den Fluss Souloise, der im südöstlichen Ortsgebiet entspringt, mit seinen Zuflüssen. Das Zentrum liegt auf etwa 1275 m. Der tiefste Punkt von Saint-Étienne-en-Dévoluy wird mit 1134 m im Norden am Austritt der Souloise aus dem Ortsgebiet gemessen.
Umgeben wird Saint-Étienne-en-Dévoluy von den Nachbargemeinden und Ortsteilen von Dévoluy:
| Saint-Disdier (Ortsteil)       |                                             | Le Glaizil |
| Agnières-en-Dévoluy (Ortsteil) | Kompassrose, die auf Nachbargemeinden zeigt | Le Noyer   |
|                                | La Roche-des-Arnauds Montmaur               | Gap Rabou  |

## Bevölkerungsentwicklung

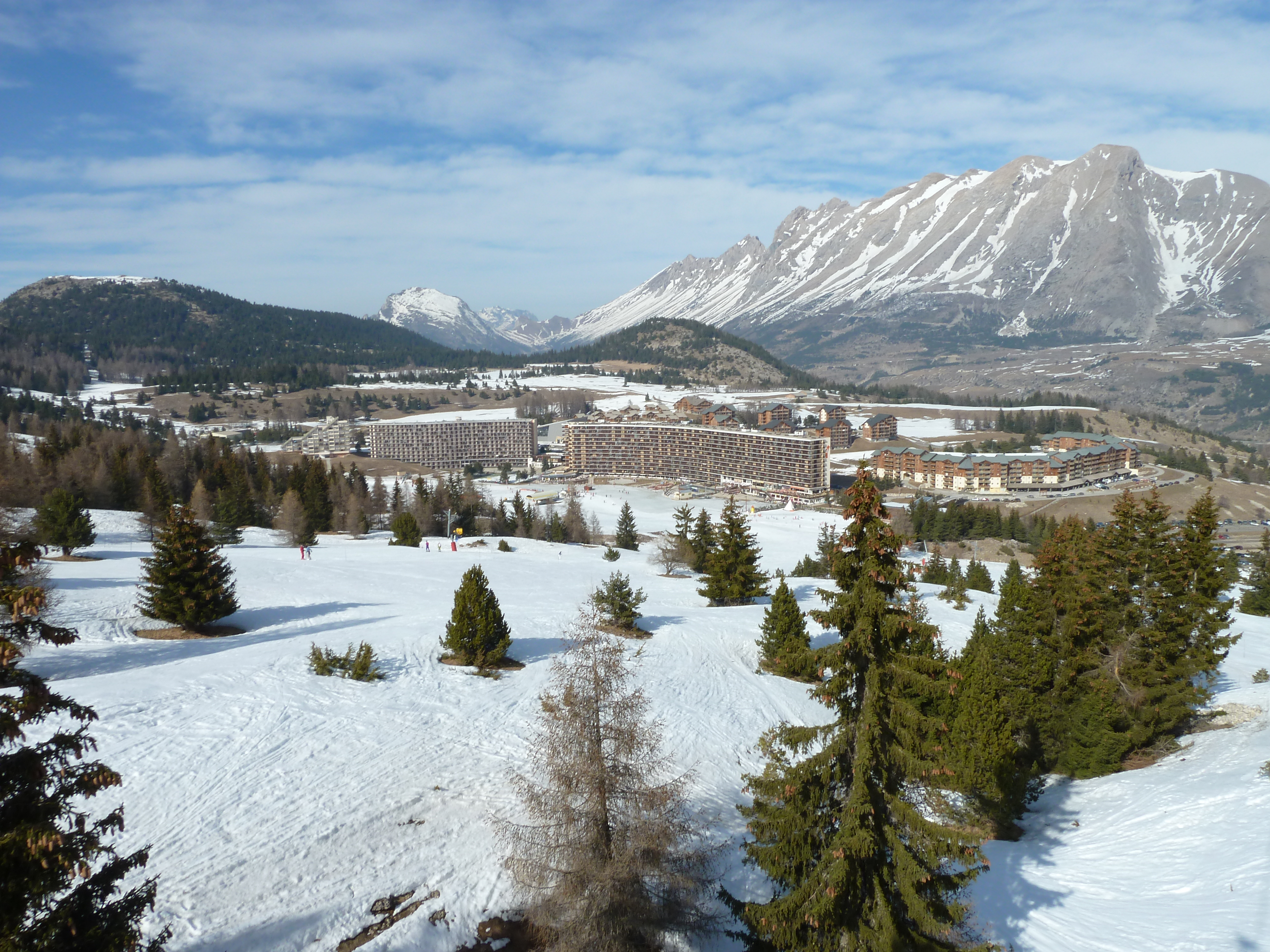
Skistation SuperDévoluy

| Saint-Étienne-en-Dévoluy: Einwohnerzahlen von 1793 bis 2019                                                                | Saint-Étienne-en-Dévoluy: Einwohnerzahlen von 1793 bis 2019 | Saint-Étienne-en-Dévoluy: Einwohnerzahlen von 1793 bis 2019 | Saint-Étienne-en-Dévoluy: Einwohnerzahlen von 1793 bis 2019 | Saint-Étienne-en-Dévoluy: Einwohnerzahlen von 1793 bis 2019 |
| --- | ----------------------------------------------------------- | ----------------------------------------------------------- | ----------------------------------------------------------- | ----------------------------------------------------------- |
| Jahr |                                                             |                                                             |                                                             | Einwohner                                                   |
| 1793 | 1793                                                        |                                                             | 765                                                         | 765                                                         |
| 1800 | 1800                                                        |                                                             | 766                                                         | 766                                                         |
| 1806 | 1806                                                        |                                                             | 746                                                         | 746                                                         |
| 1821 | 1821                                                        |                                                             | 841                                                         | 841                                                         |
| 1831 | 1831                                                        |                                                             | 765                                                         | 765                                                         |
| 1836 | 1836                                                        |                                                             | 765                                                         | 765                                                         |
| 1841 | 1841                                                        |                                                             | 730                                                         | 730                                                         |
| 1846 | 1846                                                        |                                                             | 724                                                         | 724                                                         |
| 1851 | 1851                                                        |                                                             | 742                                                         | 742                                                         |
| 1856 | 1856                                                        |                                                             | 779                                                         | 779                                                         |
| 1861 | 1861                                                        |                                                             | 790                                                         | 790                                                         |
| 1866 | 1866                                                        |                                                             | 753                                                         | 753                                                         |
| 1872 | 1872                                                        |                                                             | 729                                                         | 729                                                         |
| 1876 | 1876                                                        |                                                             | 753                                                         | 753                                                         |
| 1881 | 1881                                                        |                                                             | 750                                                         | 750                                                         |
| 1886 | 1886                                                        |                                                             | 730                                                         | 730                                                         |
| 1891 | 1891                                                        |                                                             | 730                                                         | 730                                                         |
| 1896 | 1896                                                        |                                                             | 749                                                         | 749                                                         |
| 1901 | 1901                                                        |                                                             | 732                                                         | 732                                                         |
| 1906 | 1906                                                        |                                                             | 715                                                         | 715                                                         |
| 1911 | 1911                                                        |                                                             | 630                                                         | 630                                                         |
| 1921 | 1921                                                        |                                                             | 558                                                         | 558                                                         |
| 1926 | 1926                                                        |                                                             | 529                                                         | 529                                                         |
| 1931 | 1931                                                        |                                                             | 503                                                         | 503                                                         |
| 1936 | 1936                                                        |                                                             | 455                                                         | 455                                                         |
| 1946 | 1946                                                        |                                                             | 510                                                         | 510                                                         |
| 1954 | 1954                                                        |                                                             | 398                                                         | 398                                                         |
| 1962 | 1962                                                        |                                                             | 385                                                         | 385                                                         |
| 1968 | 1968                                                        |                                                             | 417                                                         | 417                                                         |
| 1975 | 1975                                                        |                                                             | 471                                                         | 471                                                         |
| 1982 | 1982                                                        |                                                             | 527                                                         | 527                                                         |
| 1990 | 1990                                                        |                                                             | 538                                                         | 538                                                         |
| 1999 | 1999                                                        |                                                             | 538                                                         | 538                                                         |
| 2006 | 2006                                                        |                                                             | 587                                                         | 587                                                         |
| 2013 | 2013                                                        |                                                             | 534                                                         | 534                                                         |
| 2019 | 2019                                                        |                                                             | 476                                                         | 476                                                         |
| Quelle(n): EHESS/Cassini bis 1999, INSEE ab 2006 Anmerkung(en): Ab 1962 offizielle Zahlen ohne Einwohner mit Zweitwohnsitz |                                                             |                                                             |                                                             |                                                             |

## Tourismus
Im Ortsgebiet befindet sich die Skistation SuperDévoluy.

## Sehenswürdigkeiten
- Kirche Saint-Etienne
- Kapelle Saint-Joseph im Weiler Truziad
- Kapelle Sainte-Anne im Weiler Le Pré, gegen 1740 errichtet
- Kapelle Saint-Laurent et Saint-André im Weiler L’Enclus aus dem Jahre 1828
- Kapelle Saint-Pierre-aux-Liens im Weiler Giers-le-Courtil
- Kapelle Saint-Grégoire im Weiler Rioupes

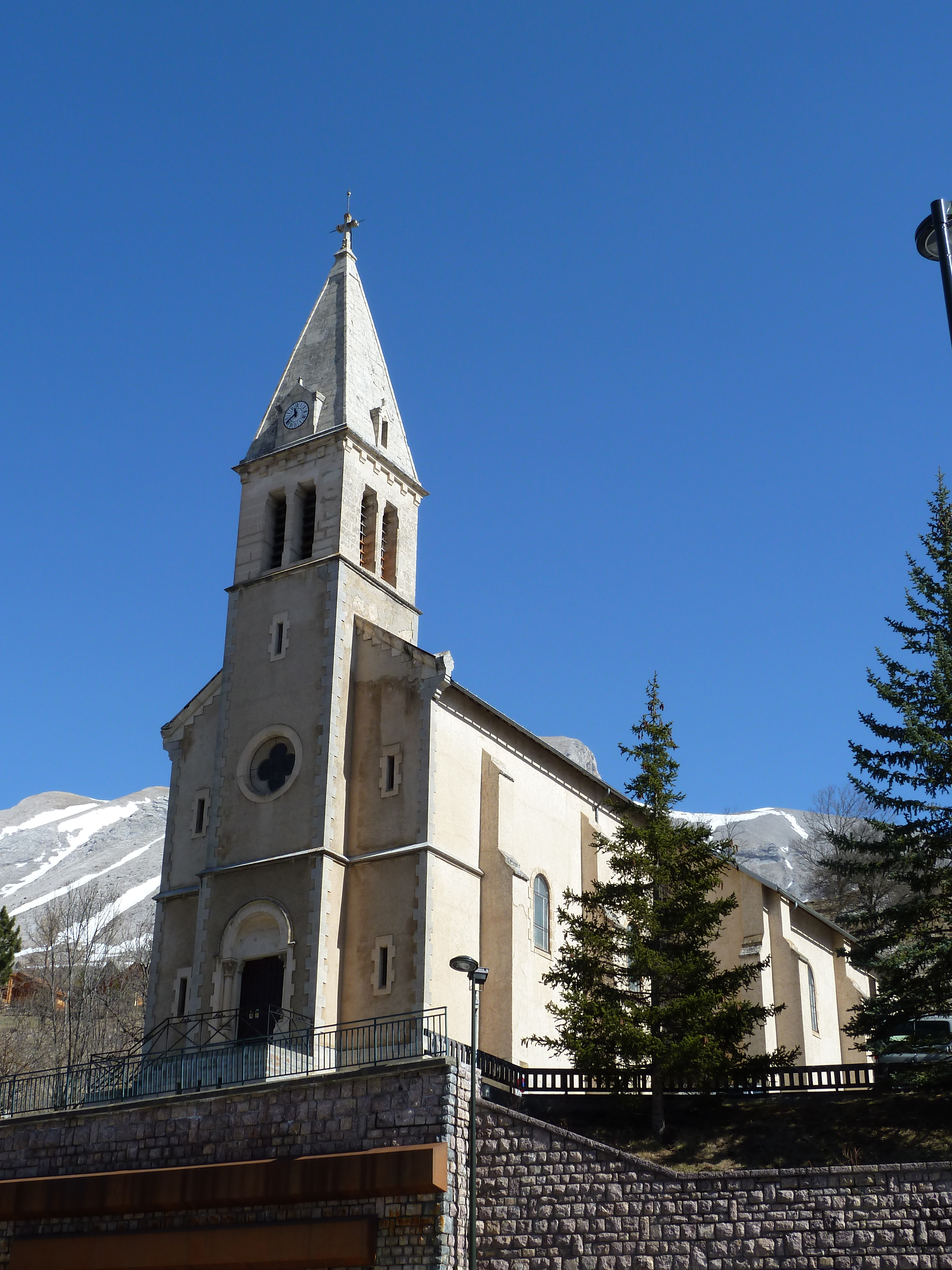
Kirche Saint-Etienne
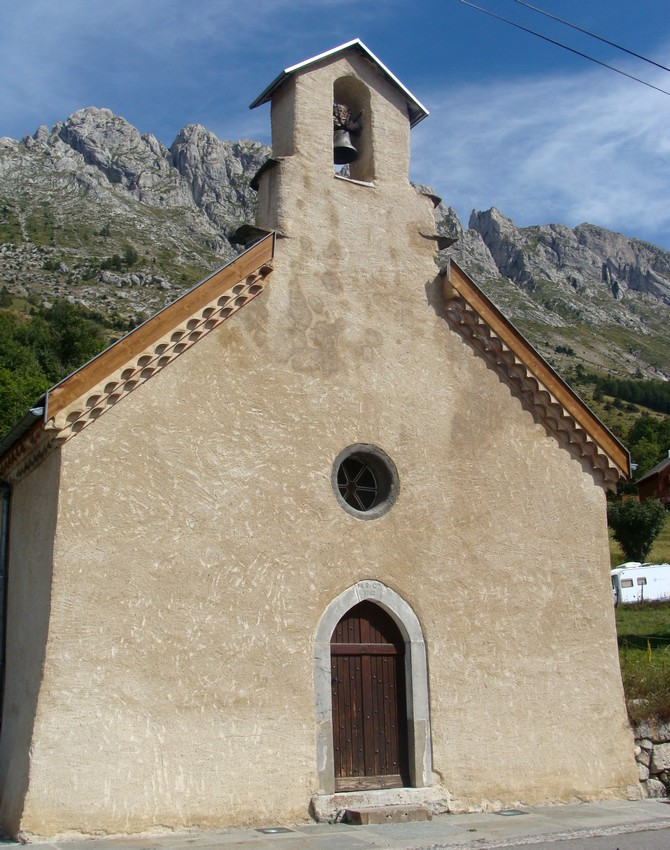
Kapelle Saint-Joseph

## Persönlichkeiten
- René Desmaison (1930–2007), französischer Bergsteiger, bestieg 1961 als Erster mit zwei anderen Bergsteigern den Ostgipfel des Pic de Bure
- Laurent Artufel (1977– ), französischer Schauspieler, Journalist, Autor, Drehbuchautor sowie Radio- und Fernsehmoderator, lebte von 1982 bis 1985 in Saint-Étienne-en-Dévoluy